# 日本文化財科学会
日本文化財科学会（にほんぶんかざいかがくかい） は、文化財に関する自然科学・人文科学両分野の学際的研究の発達および普及を図ることを目的として、1982年12月に発足した学会である。奈良大学文学部文化財学科内に事務局を置く。現会長は今津節生。

## 沿革
1982年12月に発足。渡邊直經代表で実施された科研費特定研究「自然科学の手法による遺跡古文化財等の研究」（1978～1980）、及び「古文化財に関する保存科学と人文・自然科学」（1981～1982）で形成された研究ネットワークを母体として組織された。研究分野としては、年代測定、産地同定、材質・技法、古環境、保存科学、探査、情報システム等がある。

## 活動内容
1984年以降は毎年大会を開いている。

### 学会誌
学会誌としては『考古学と自然科学』（年2回刊）、および連絡誌『日本文化財科学会会報』（年2回刊）がある。

## 組織
会員数は2014年時点で約750名。

## 歴代会長
- 山崎一雄：1982年12月18日～1988年5月3日
- 坪井清足：1988年5月3日～1992年5月31日
- 馬淵久夫：1992年5月31日～1996年6月16日
- 田村晃一：1996年6月16日～1998年7月19日
- 三辻利一：1998年7月19日～2002年7月7日
- 水野正好：2002年7月7日～2006年6月18日
- 沢田正昭：2006年6月18日～2010年6月27日
- 木下正史：2010年6月27日～2014年7月6日
- 長友恒人：2014年7月6日～2018年7月8日
- 泉拓良：2018年7月8日～2022年9月11日
- 今津節生：2022年9月11日～